# Shire of Herberton

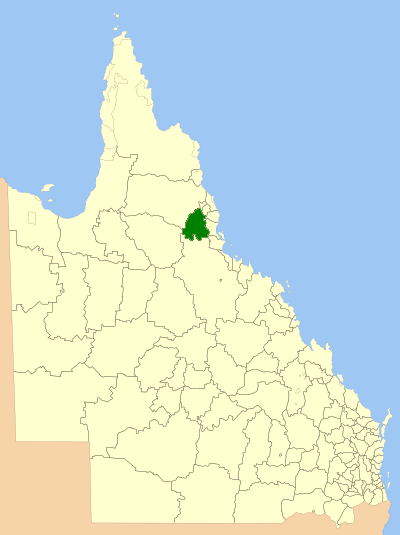
Lage von Shire of Herberton

Der Shire of Herberton war ein Verwaltungsbezirk in Queensland, Australien. Er umfasste die Städte Mount Garnet, Ravenshoe, Herberton und die ehemaligen Städte Tumoulin und Irvenebank. Am 17. März 2008 ging er im Tablelands Regional Council auf.
Das Gebiet umfasste 9604 km² mit ca. 5.400 Einwohnern. Der Bezirk lag ungefähr 90 km westlich von Mission Beach und 120 km südwestlich von Cairns.

## Einwohnerzahl
| Datum der Volkszählung | Bevölkerung |
| ---------------------- | ----------- |
| 1911                   | 2724        |
| 1947                   | 3199        |
| 1971                   | 3726        |
| 1986                   | 4210        |
| 2001                   | 5091        |
| 2006                   | 5423        |